# 2000-es svéd labdarúgó-bajnokság (első osztály)
Az Allsvenskan 2000-es szezonja volt a bajnokság hetvenhatodik kiírása. A bajnokságban 14 csapat vett részt, a győztes a Halmstads BK lett. Ez volt a klub negyedik, eddigi utolsó bajnoki címe.

## Résztvevők
| Klub               | Előző szezon          | Első szezon a bajnokságban | Első szezon a feljutás óta |
| ------------------ | --------------------- | -------------------------- | -------------------------- |
| AIK                | 2.                    | 1924–25                    | 1981                       |
| IF Elfsborg        | 9.                    | 1926–27                    | 1997                       |
| GAIS               | 2. (Division 1 Södra) | 1924–25                    | 2000                       |
| IFK Göteborg       | 6.                    | 1924–25                    | 1977                       |
| Halmstads BK       | 3.                    | 1933–34                    | 1993                       |
| Hammarby IF        | 10.                   | 1924–25                    | 1998                       |
| Helsingborgs IF    | 2.                    | 1924–25                    | 1993                       |
| BK Häcken          | 1. (Division 1 Södra) | 1983                       | 2000                       |
| IFK Norrköping     | 5.                    | 1924–25                    | 1984                       |
| GIF Sundsvall      | 1. (Division 1 Norra) | 1965                       | 2000                       |
| Trelleborgs FF     | 8.                    | 1985                       | 1992                       |
| Västra Frölunda IF | 7.                    | 1987                       | 1998                       |
| Örebro SK          | 12.                   | 1946–47                    | 1989                       |
| Örgryte IS         | 4.                    | 1924–25                    | 1995                       |

## Végeredmény
| #  | Csapat             | M  | Gy | D  | V  | RG |   | KG | GK  | P  |
| -- | ------------------ | -- | -- | -- | -- | -- | - | -- | --- | -- |
| 1  | Halmstads BK       | 26 | 16 | 4  | 6  | 47 | – | 24 | +23 | 52 |
| 2  | Helsingborgs IF    | 26 | 14 | 4  | 8  | 51 | – | 30 | +21 | 46 |
| 3  | AIK                | 26 | 13 | 6  | 7  | 38 | – | 30 | +8  | 45 |
| 4  | IFK Göteborg       | 26 | 12 | 8  | 6  | 46 | – | 33 | +13 | 44 |
| 5  | IF Elfsborg        | 26 | 13 | 4  | 9  | 43 | – | 37 | +6  | 43 |
| 6  | Trelleborgs FF     | 26 | 10 | 8  | 8  | 30 | – | 28 | +2  | 38 |
| 7  | Örgryte IS         | 26 | 11 | 4  | 11 | 32 | – | 32 | 0   | 37 |
| 8  | Hammarby IF        | 26 | 10 | 6  | 10 | 34 | – | 38 | -4  | 36 |
| 9  | IFK Norrköping     | 26 | 8  | 11 | 7  | 40 | – | 31 | +9  | 35 |
| 10 | Örebro SK          | 26 | 9  | 6  | 11 | 44 | – | 40 | +4  | 33 |
| 11 | GIF Sundsvall      | 26 | 7  | 8  | 11 | 34 | – | 42 | -8  | 29 |
| 12 | BK Häcken          | 26 | 4  | 13 | 9  | 40 | – | 52 | -12 | 25 |
| 13 | GAIS               | 26 | 4  | 8  | 14 | 26 | – | 43 | -17 | 20 |
| 14 | Västra Frölunda IF | 26 | 3  | 6  | 17 | 17 | – | 62 | -45 | 15 |

## Nézőszámok
| #  | Klub               | Hazai átlag | Idegenbeli átlag | Hazai legmagasabb |
| -- | ------------------ | ----------- | ---------------- | ----------------- |
| 1  | AIK                | 14,474      |                  | 34,004            |
| 2  | Hammarby IF        | 12,134      |                  | 33,958            |
| 3  | Helsingborgs IF    | 9,414       |                  | 13,802            |
| 4  | IFK Göteborg       | 9,299       |                  | 22,011            |
| 5  | IF Elfsborg        | 7,625       |                  | 12,514            |
| 6  | GAIS               | 7,084       |                  | 31,225            |
| 7  | IFK Norrköping     | 7,049       |                  | 12,464            |
| 8  | Halmstads BK       | 6,950       |                  | 10,343            |
| 9  | Örebro SK          | 6,923       |                  | 9,855             |
| 10 | GIF Sundsvall      | 5,133       |                  | 9,000             |
| 11 | Örgryte IS         | 4,713       |                  | 9,141             |
| 12 | BK Häcken          | 2,661       |                  | 8,379             |
| 13 | Trelleborgs FF     | 2,432       |                  | 3,348             |
| 14 | Västra Frölunda IF | 1,519       |                  | 4,168             |
| —  | Összesen           | 6,976       | —                | 34,004            |

## Góllövőlista
| # | Játékos           |     | Klub            | Gól |
| - | ----------------- | --- | --------------- | --- |
| 1 | Fredrik Berglund  | SWE | IF Elfsborg     | 18  |
| 2 | Marcus Allbäck    | SWE | Örgryte IS      | 16  |
| 3 | Gustaf Andersson  | SWE | IFK Göteborg    | 14  |
| 4 | Kaj Eskelinen     | SWE | Hammarby IF     | 12  |
| 4 | Alvaro Santos     | BRA | Helsingborgs IF | 12  |
| 6 | Tomas Rosenkvist  | SWE | IFK Göteborg    | 10  |
| 6 | Stefan Selakovic  | SWE | Halmstads BK    | 10  |
| 6 | Rade Prica        | SWE | Helsingborgs IF | 10  |
| 6 | Niklas Skoog      | SWE | Malmö FF        | 10  |
| 6 | Mattias Flodström | SWE | IFK Norrköping  | 10  |
| 6 | Anders Svensson   | SWE | IF Elfsborg     | 10  |